# طوفان زندگی
طوفان زندگی فیلمی است به کارگردانی علی دریابیگی و محصول سال ۱۳۲۷ می‌باشد. این فیلم در منزل ارباب جمشید در باغ بزرگی در جوادیه تهران فیلمبرداری شد و غلامحسین بنان و لطف‌الله مجد نیز در آن به خوانندگی پرداختند. تنها نسخهٔ این فیلم در آتش‌سوزی «پارس فیلم» در سال ۱۳۳۱ از بین رفت.

## خلاصه داستان
ناهید و فرهاد در یکی از شب‌نشینی‌های انجمن موسیقی ملی با یکدیگر آشنا و به زودی عاشق هم می‌شوند. پدر ناهید تاجر نوکیسهٔ متمولی است که با ازدواج دخترش با فرهاد مخالفت می‌کند و او را به مرد پولداری شوهر می‌دهد. فرهاد مأیوس، همهٔ کوشش خود را متوجه حرفه‌اش می‌کند و به زودی مقام و ثروتی به‌دست می‌آورد. همسر ناهید که خوشگذران و هوسباز است سرانجام با کجروی‌هایش او را از دست می‌دهد. طی حوادثی ناهید و فرهاد مجدداً مقابل هم قرار می‌گیرند و زندگی تازه‌ای را با یکدیگر آغاز می‌کنند.